# Fleur Mol
Fleur Mol (Rucphen, 2 juli 2002) is een voormalig voetbalspeelster uit Nederland. Ze speelde als verdediger voor Excelsior en NAC Breda.

## Clubcarrière
Mol begon met voetballen op vijfjarige leeftijd bij de jongens van VV RSV in Rucphen. Vervolgens speelde Mol twee seizoenen bij de meiden van RKVV Roosendaal. Vanaf daar stroomde ze door naar de jeugd van Sparta Rotterdam.
In de zomer van 2022 tekende Mol een contract bij Excelsior Rotterdam. Voor Excelsior debuteerde ze in een uitwedstrijd tegen Feyenoord op 16 september 2022.
Op 8 juli 2023 tekende Mol een nieuw contract dat haar tot medio 2024 aan Excelsior verbond.
Fleur Mol kwam sinds het seizoen 2024/25 uit voor het nieuw opgerichte NAC Breda in de Eerste Divisie. Na afloop van het seizoen 2024/25 beëindigde Mol haar voetbalcarrière.

## Statistieken
| Seizoen | Club                | Competitie             | Competitie | Competitie | Beker | Beker | Overig | Overig | Totaal | Totaal |
| Seizoen | Club                | Competitie             | Wed.       | Dlp.       | Wed.  | Dlp.  | Wed.   | Dlp.   | Wed.   | Dlp.   |
| ------- | ------------------- | ---------------------- | ---------- | ---------- | ----- | ----- | ------ | ------ | ------ | ------ |
| 2022/23 | Excelsior Rotterdam | Vrouwen Eredivisie     | 15         | 0          | 1     | 0     | 0      | 0      | 16     | 0      |
| 2022/23 | Excelsior Rotterdam | Vrouwen Eredivisie     | 6          | 0          | 1     | 0     | 0      | 0      | 7      | 0      |
| 2024/25 | NAC Breda           | Vrouwen Eerste divisie | 20         | 3          | 2     | 1     | 0      | 0      | 22     | 4      |
| Totaal  | Totaal              | Totaal                 | 44         | 3          | 3     | 1     | 1      | 0      | 48     | 4      |

Bijgewerkt t/m 23 mei 2025.